# Mikroregion Araxá

Mikroregion Araxá

Mikroregion Araxá – mikroregion w brazylijskim stanie Minas Gerais należący do mezoregionu Triângulo Mineiro e Alto Paranaíba.

## Gminy
- Araxá - 93.071
- Campos Altos - 14.008
- Ibiá - 22.120
- Nova Ponte - 12.777
- Pedrinópolis - 3.490
- Perdizes - 14.025
- Pratinha - 3.240
- Sacramento - 23.782
- Santa Juliana - 10.994
- Tapira - 4.078